# Serguéi Bulgákov

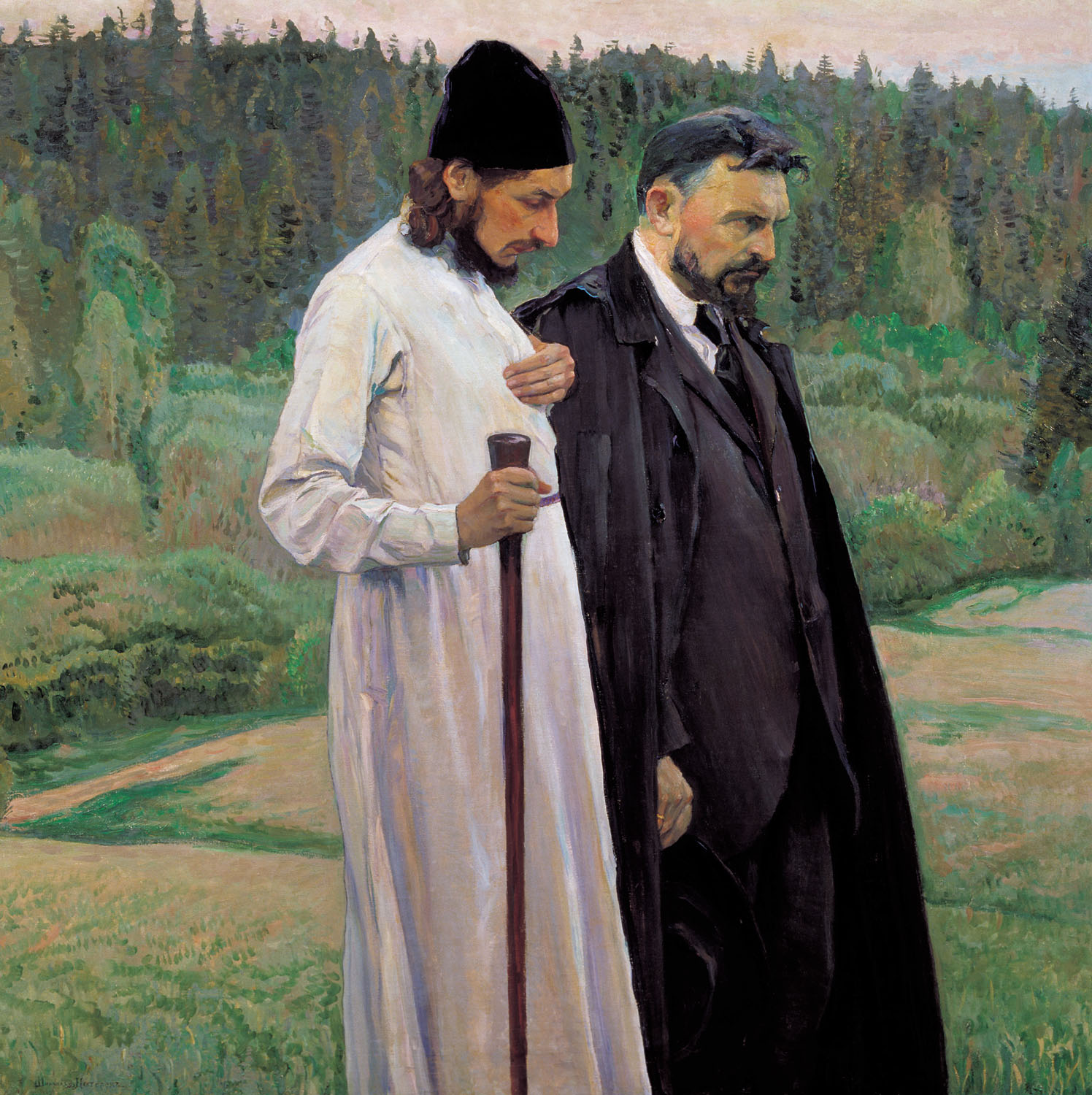
Serguéi Bulgákov (derecha) junto a Pável Florenski. Pintura de Mijaíl Nésterov.

Serguéi Nikoláievich Bulgákov (en ruso: Серге́й Никола́евич Булга́ков; Livny, Óblast de Oriol, Rusia, 28 de julio de 1871 - París, Francia, 12 de julio de 1944) fue un teólogo, filósofo y economista ruso. En 1922 fue expulsado de su patria por su resuelta oposición al comunismo en el llamado Barco filosófico, junto con Nikolái Berdiáyev y otros intelectuales rusos.

## Teología
Bulgákov desarrolló su teología sobre la sofiología. La «sophía» es aquella realidad intermedia entre Dios y la creatura. Es la presencia de lo divino en lo creatural. La esencia de la Iglesia es ser el punto de unión entre la sophía divina y la sophía creada. La Iglesia es la «Sophía», aquella es el sinergismo que une el cielo y la tierra. Su visibilidad es sacramental. Las celebraciones de los sacramentos justifican histórica y mistéricamente la existencia de la jerarquía. El Espíritu Santo anima a toda la Iglesia, clero y laicos: es en su sinfonía que Él hace oír su voz y da enseñanzas y directivas; no existen órganos especiales o de signos seguros. Buscarlos sería dar prueba de un "fetichismo eclesiástico".

## Obras
- Bulgákov, Sergéi (2014). El Paráclito. Salamanca: Ediciones Sígueme. p. 496. ISBN 978-84-301-1877-9.
- Bulgakov, Sergius (2002). The Lamb of God. Grand Rapids, MI: Wm. B. Eerdmans Publish. Co. p. 531. ISBN 0567088715.
- Bulgakov, Sergius (2004). The Comforter. Grand Rapids, MI: Wm. B. Eerdmans Publish. Co. p. 398. ISBN 080282112X.
- Bulgakov, Sergius (2002). Bride of the Lamb. Grand Rapids, MI: Wm. B. Eerdmans Publish. Co. p. 531. ISBN 0567088715.
- Bulgakov, Sergius (2009). The Burning Bush: On the Orthodox Veneration of the Mother of God. Grand Rapids, MI: Wm. B. Eerdmans Publish. Co. pp. 191. ISBN 978-0802845740.
- Bulgakov, Sergius (2003). The Friend of the Bridegroom: On the Orthodox Veneration of the Forerunner. Grand Rapids, MI: Wm. B. Eerdmans Publish. Co. pp. 190. ISBN 0802849792.
- Bulgakov, Sergius (1988). The Orthodox Church. Crestwood, NY: St. Vladimir's Seminary Press. pp. 195. ISBN 0881410519.
- Bulgakov, Sergius (1993). Sophia, the Wisdom of God: An Outline of Sophiology. Hudson, NY: Lindisfarne Press. pp. 155. ISBN 978-0940262607.
- Bulgakov, Sergius (1997). The Holy Grail and the Eucharist. Hudson, NY: Lindisfarne Books. p. 156. ISBN 0940262819.
- Bulgakov, Sergius (2008). Churchly Joy: Orthodox Devotions for the Church Year. Grand Rapids, MI: Wm. B. Eerdmans Publish. Co. pp. 147. ISBN 978-0802848345.